# Joseph Vitale (scrittore)
Joseph Vitale (Niles, 29 dicembre 1953) è uno scrittore e musicista statunitense meglio conosciuto per la sua apparizione nel film, The Secret, e come autore dei libri The Attractor Factor. Un tempo senzatetto che vagava per le strade di Dallas, Joe era sempre un avido lettore. Coloro che gli hanno insegnato la metafisica e il pensiero positivo lo hanno portato a scoprire e utilizzare la legge dell'attrazione per farsi strada nella vita. Attualmente vive nella zona di Austin, in Texas, con sua moglie, Nerissa Oden.

## Biografia
Joe Vitale è nato a Niles e ha frequentato la scuola proprio lì, tra cui la Niles McKinley High School. Sopravvissuto ad abusi domestici, Joe si è interessato alla lettura sin dalla giovane età e lo accredita come fonte di conforto e saggezza.

## Carriera
Vitale si trasferì a Kent, in Ohio, per frequentare l'università della Kent State University prima di iniziare la sua carriera come copywriter a Houston, Texas. Nel 1984, Vitale ha scritto il suo primo libro intitolato "Zen and the Art of Writing". Nel 1995, Vitale ha scritto anche "Hypnotic Writing". Tra i suoi clienti professionali figurano la Croce Rossa, la PBS, l'Hermann Hospital per bambini e molte altre attività commerciali.
Vitale ha fatto apparizioni in diversi film come esperto della Legge di Attrazione tra cui "Try It On Everything", "The Opus", "Leap!", "La ricerca di una vita equilibrata", "La bussola" e "Scopri il dono".
Joe è anche conosciuto per la sua passione per la musica (è un musicista), infatti detiene 15 album con il suo nome.

## Background dell'autore
I primo libro di Joe Vitale, "Zen and the Art of Writing" che fu pubblicato nel 1984. Alcune delle sue pubblicazioni successive includono: "The Attractor Factor", "Life’s Missing Instruction Manual", "The Key", e "Faith". Vitale ha anche registrato molti programmi audio per Nightingale-Conant. Vitale ha anche scritto un libro su "P.T. I segreti commerciali di Barnum" e "There’s a Customer Born Every Minute".
Joe è diventato un autore di best seller quando ha scritto il libro "The Attractor Factor: 5 Easy Steps for Creating Wealth (or Anything Else) From the Inside Out".
Vitale ha scritto libri su marketing e affari, inclusi: "Hypnotic Writing: How to Seduce and Persuade Customers with Only Your Words and Buying Trances" e "A New Psychology of Sales and Marketing". Vitale ha scritto anche "The Secret Prayer" che sono stati rilasciati il 18 maggio del 2015.
Nel 2016, 2017, e 2018, Vitale pubblica diversi libri, tra cui: The Miracle: Six Steps to Enlightenment (2016), Law of Attraction Quotes (2017), e il suo libro più recente, Anything Is Possible (2018).

## The Secret
Il film "The Secret", in cui Joe Vitale è stato intervistato, è stato rilasciato il 23 marzo 2006.
Vitale è stato protagonista di diversi film nel corso della sua carriera, tra cui: Try it on Everything, The Opus, Leap!, The Meta Secret e The Abundance Factor.

## Lavori umanitari
Vitale ha lavorato con Operation Yes (Your Economic Salvation) - un programma che offre assistenza sia mentale che finanziaria per porre fine ai senzatetto negli Stati Uniti. La strategia di organizzazione è di alleviare la povertà usando la legge di attrazione.

## Pubblicazioni e media

### Libri
- Zero Limits (2007)[19]
- Hypnotic Writing (1995)
- The Key (2007)[20]
- Expect Miracles: The Missing Secret (2008)[21]
- Buying Trances (2007)[22]
- Meet & Grow Rich (2006)[23]
- The Seven Lost Secrets of Success (1992)[24]
- Instant Manifestation (2011)[25]
- Expect Miracles (2013)[21]
- The Midas Touch (2015)[26]
- The Awakened Millionaire (2016)[27]
- Hypnotic Marketing (2002)
- Advanced Hypnotic Marketing (2003)[28]
- The Miracles Manual (2013)[29]
- The Abundance Manifesto[30]
- Zen and the Art of Writing (1984)[31]

### Programmi audio
- The Awakening Course
- The Missing Secret

### DVD
- At Zero[32]
- Aligning to Zero[33]
- 432 to Zero
- Blue Healer
- One More Day
- Strut
- Sun Will Rise
- The Healing Song